# Estação Ferroviária de Torre das Vargens

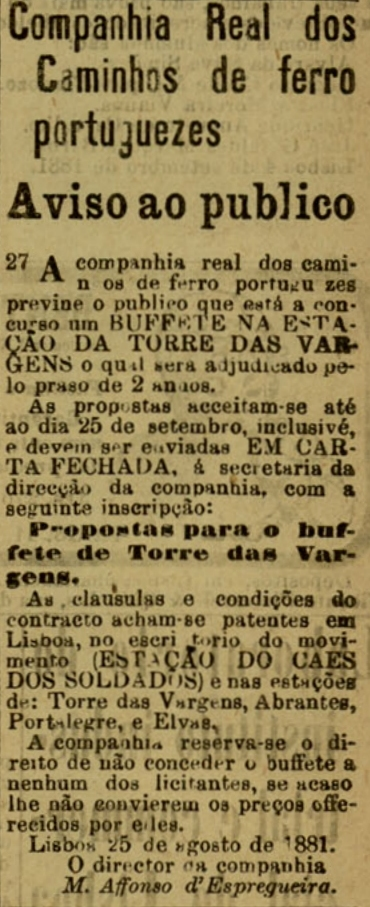
Aviso de 1881, sobre o bufete da estação de Torre das Vargens

A Estação Ferroviária de Torre das Vargens é uma interface da Linha do Leste, que serve a localidade de Ponte de Sor, no distrito de Portalegre, em Portugal. Serviu como ponto de entroncamento com o Ramal de Cáceres, que esteve ao serviço entre 1879 e 2011.

## Caracterização

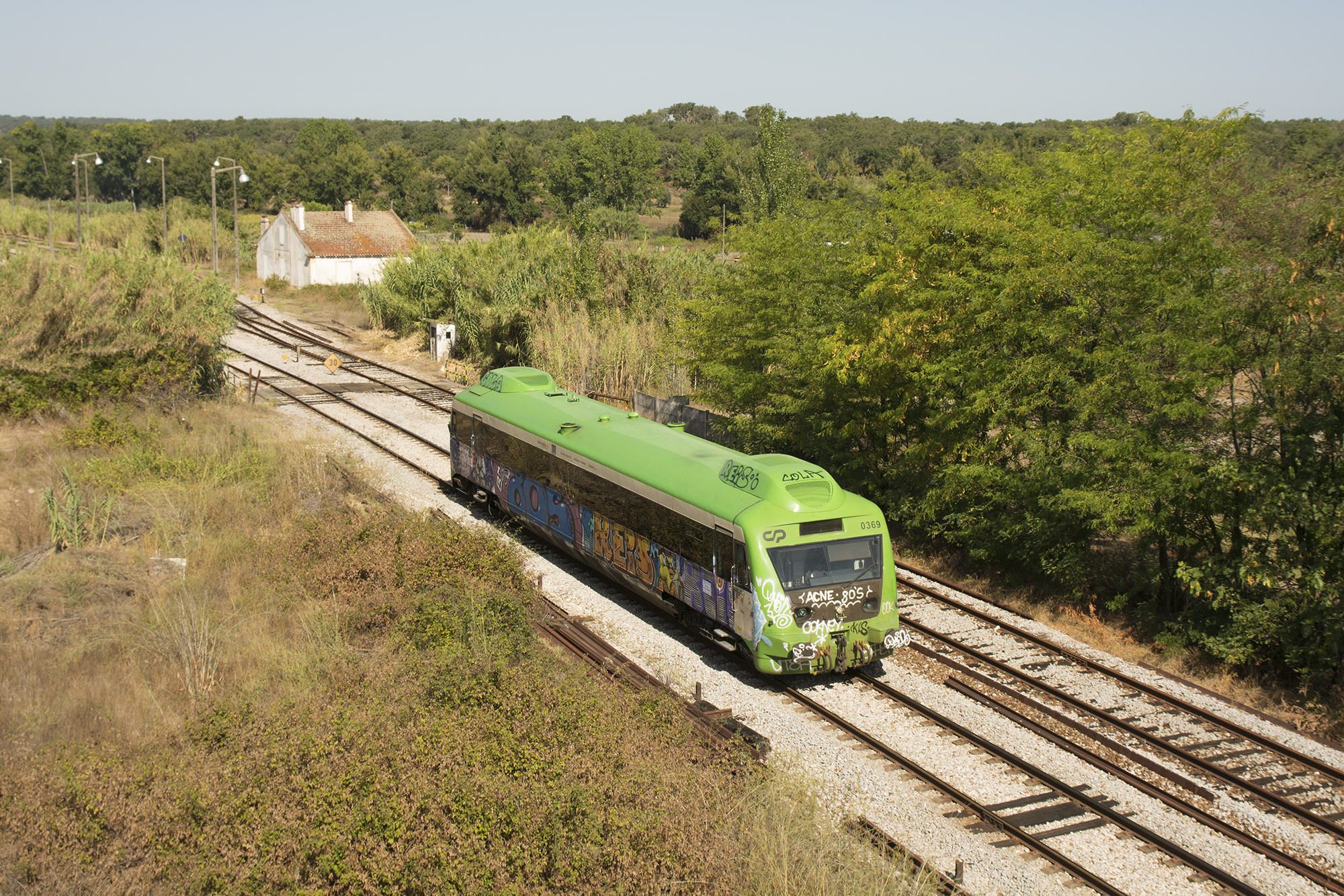
Saída Oeste da estação, em 2015

### Localização
Esta interface situa-se em frente ao Largo da Estação, na localidade de Torre das Vargens.

### Infraestrutura
Segundo o Directório da Rede 2012, publicado pela Rede Ferroviária Nacional em 6 de janeiro de 2011, a estação ferroviária de Torre das Vargens contava com três vias de circulação, duas com 355 m de comprimento e uma com 382 metros; as plataformas tinham 128 e 153 m de extensão, e 25 e 40 cm de altura.
A estação está revestida com azulejos de padrão.

## História

### Inauguração
A estação encontra-se no troço entre Abrantes e Crato da Linha do Leste, que abriu à exploração, pela Companhia Real dos Caminhos de Ferro Portugueses, em 6 de março de 1863.

### Ligação ao Ramal de Cáceres
Em 19 de julho de 1877, foi publicado um decreto que autorizou a Companhia Real a construir um caminho de ferro desde a Linha do Leste até à fronteira espanhola junto a Cáceres. A construção do Ramal de Cáceres iniciou-se em 15 de julho de 1878, tendo entrado ao serviço de forma provisória em 15 de outubro do ano seguinte, e sido inaugurado no dia 6 de Junho de 1880.
Em 14 de maio de 1893, foi aprovado o projecto de alargamento da estação de Torre das Vargens.
Nos finais do século XIX, realizou-se em Badajoz uma festa de reunião entre republicanos portugueses e espanhóis, tendo um grupo de republicanos de Portalegre ido à estação de Torre das Vargens para saudar os seus correlegionários que vinham de Lisboa.

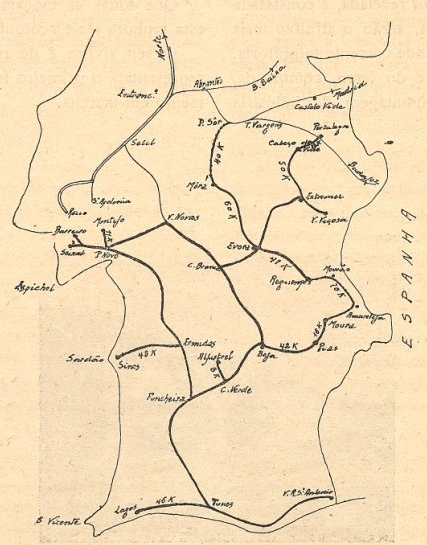
Prolongamento projetado de para norte

### Ligação prevista ao Ramal de Mora
Em 1937, estava projectada a continuação do Ramal de Mora até esta estação.

### Século XXI
Em 1 de fevereiro de 2011, a operadora Comboios de Portugal terminou os comboios regionais de passageiros no Ramal de Cáceres. Por seu turno, os serviços na Linha do Leste foram terminados em janeiro de 2012.

Os comboios de passageiros foram retomados, de forma provisória, em 25 de setembro de 2015. Os comboios foram retomados em toda a linha férrea em 29 de agosto de 2017, com a reabertura dos serviços diários até Badajoz.

## Ver também

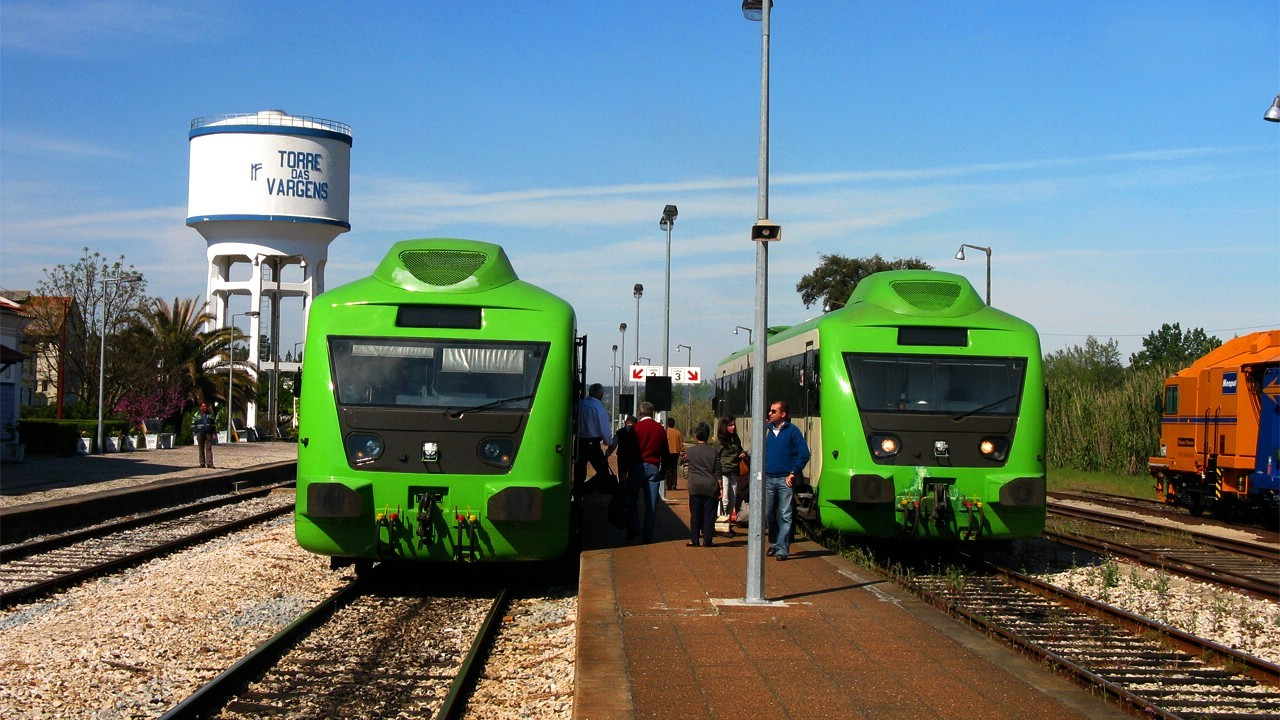
Automotoras do tipo 0350 na Torre das Vargens, em 2009.